# Терористичні акти в Норвегії (2011)

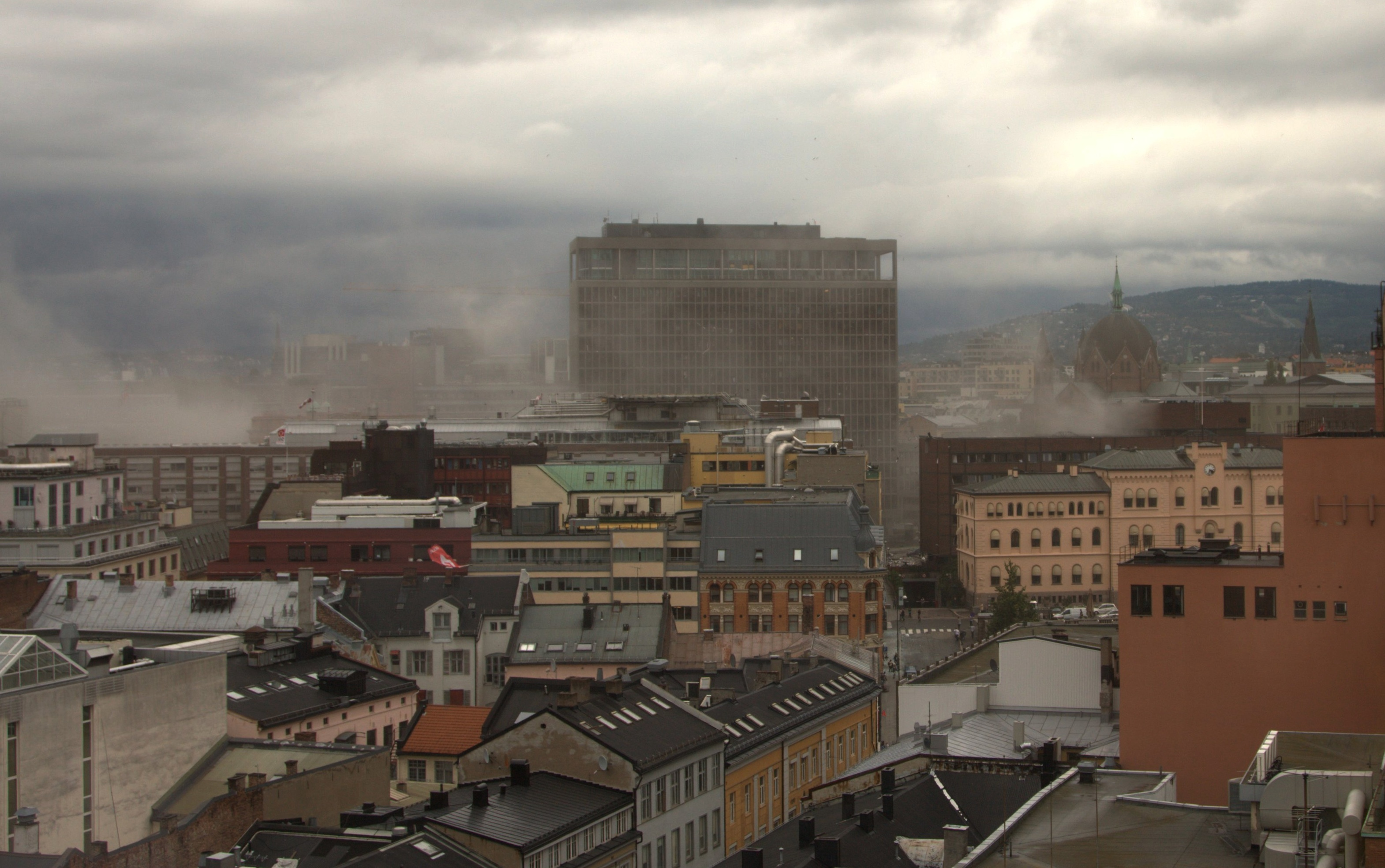
Урядовий квартал одразу після вибуху

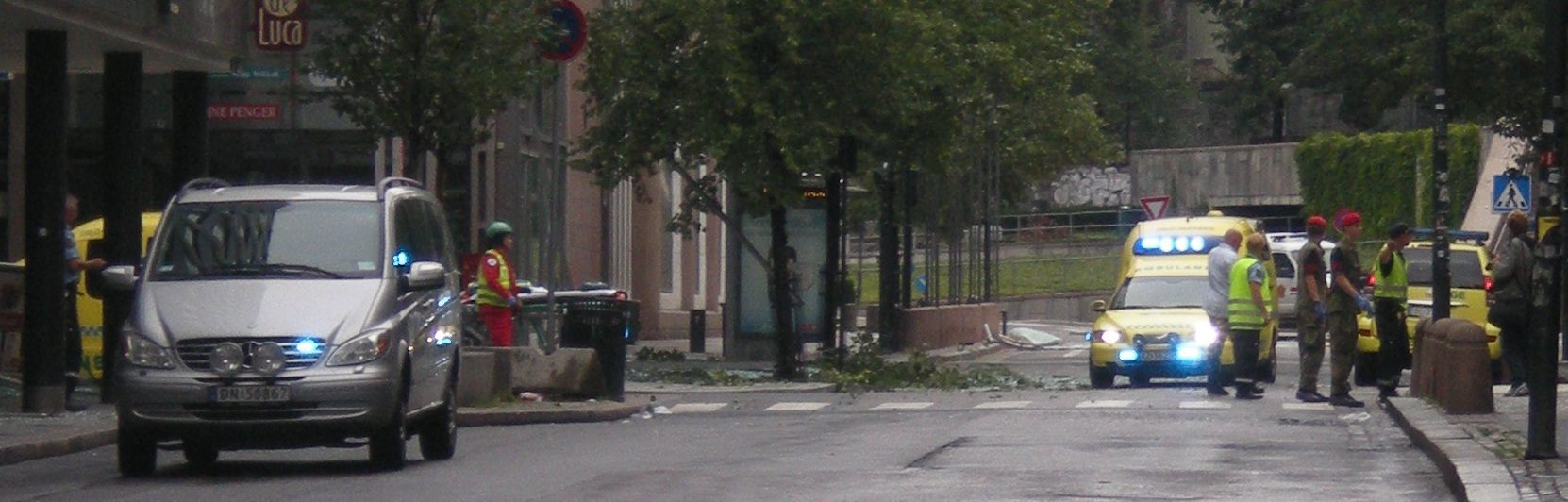
Цивільні та військовослужбовці у районі вибуху.

22 липня 2011 року в Норвегії сталися дві терористичні атаки, організовані 32-річним норвежцем Андерсом Берингом Брейвіком. Свої дії він пояснив бажанням захистити Норвегію від мусульман і лівих. Сумарна кількість жертв терористичних актів — 77, поранених — 96.

## Вибух в Осло

Район підриву вибухівки в Осло позначено помаранчевим. Урядові будівлі позначено червоним.

Перша з атак відбулася в місті Осло. Там вибухнула закладена в автомобілі бомба поблизу офісів, де розміщені канцелярія прем'єр-міністра, а також міністерства енергетики, промисловості та юстиції. Поліція підтвердила загибель 8 людей та поранення 15.

## Стрілянина на острові Утея

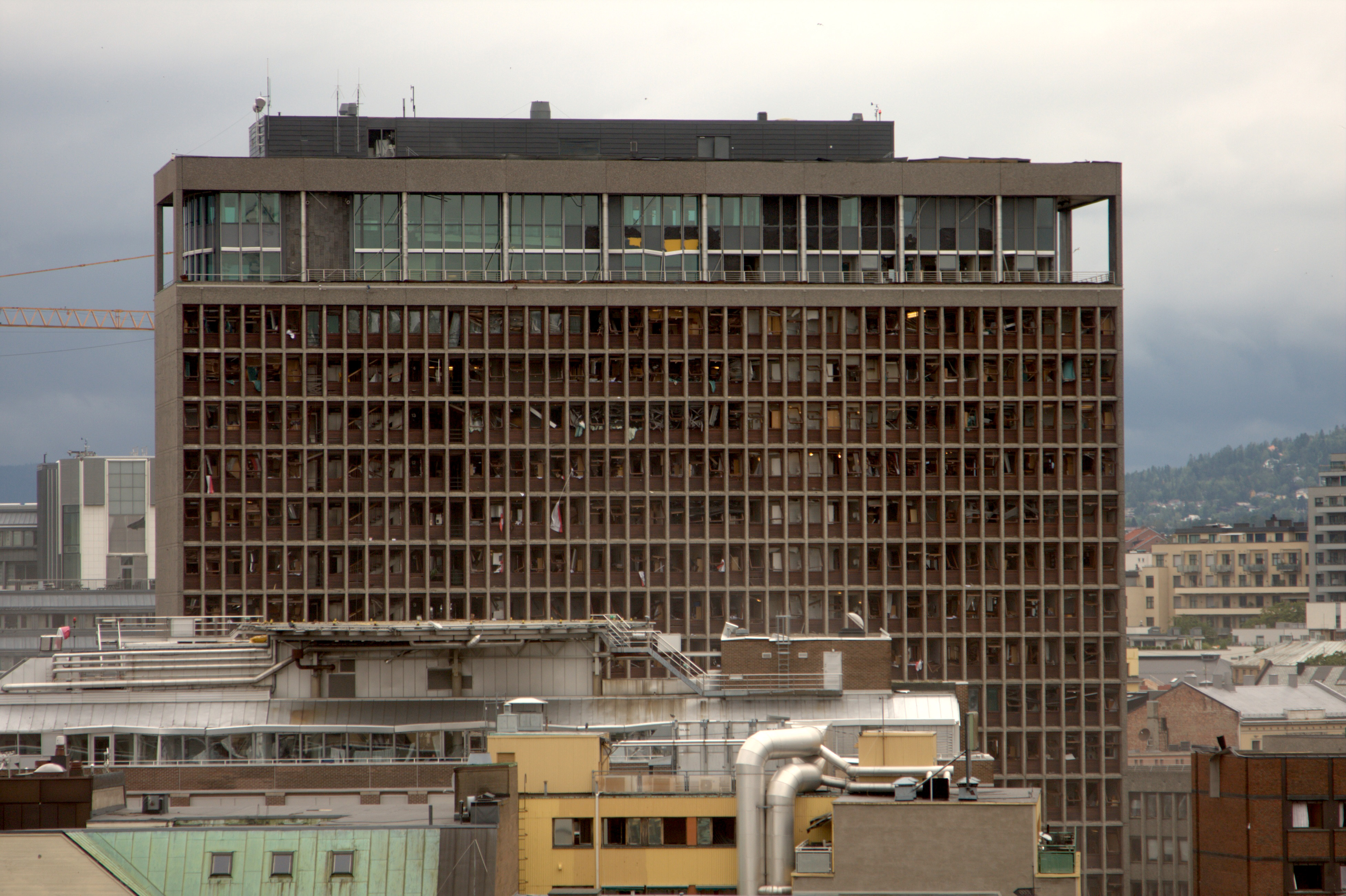
Урядова будівля з вибитими вікнами одразу після вибуху

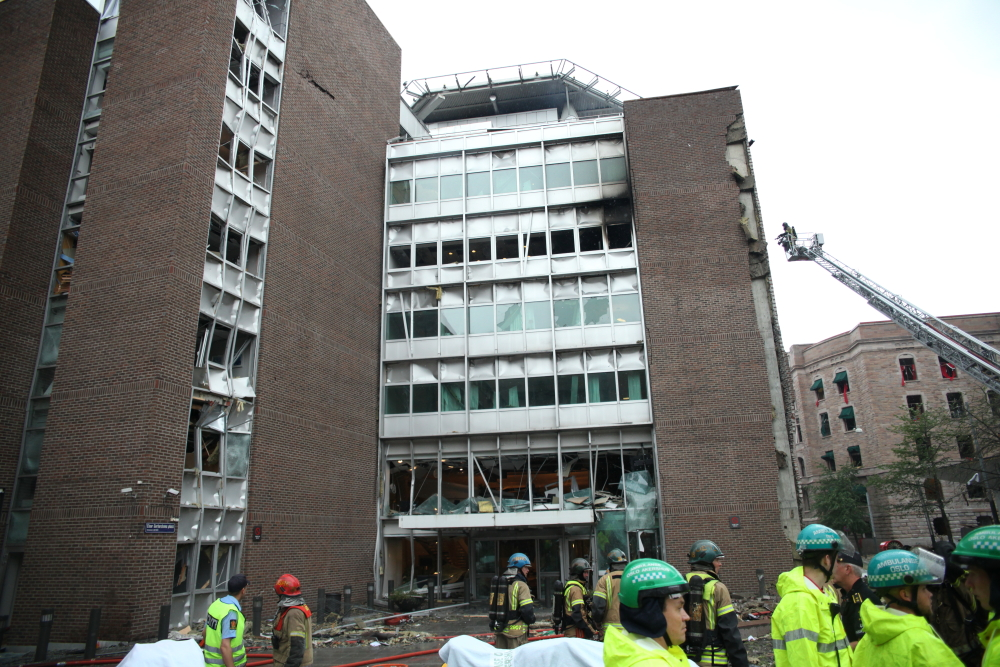
Будівля Міністерства нафти й енергетики після вибуху

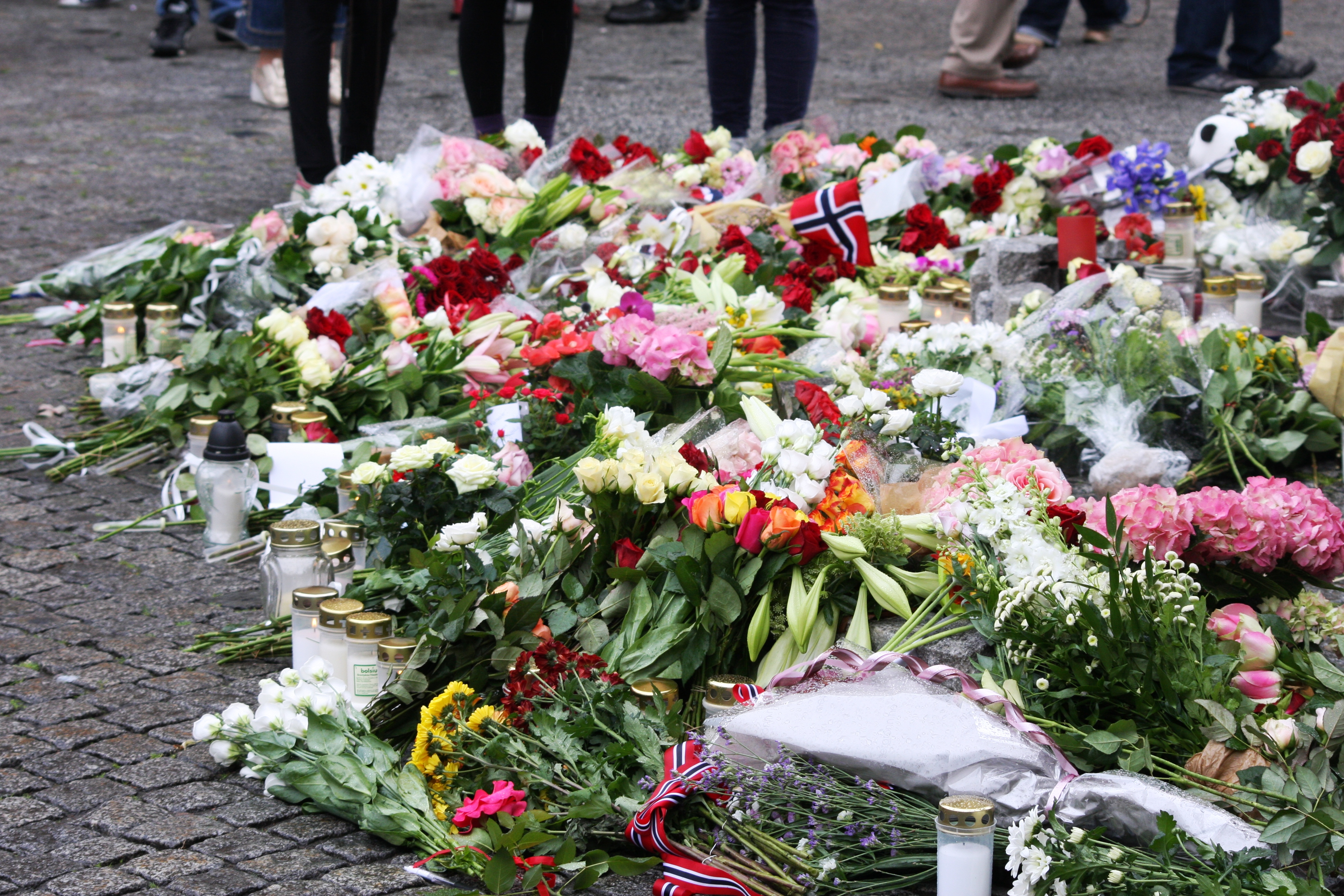
Квіти перед Собором Осло через день після вибуху

Приблизно через дві години (о 17:00 за місцевим часом) у таборі молодіжної організації Норвезької робочої партії на невеликому острові Утея, що за 25 км від Осло, чоловік у поліцейській формі відкрив вогонь по присутніх у таборі молодиках. Всього на острові було близько 560 осіб, в основному молодь від 14 до 20 років. Загинули, за останніми даними, 68 людей. Серед них — зведений брат норвезької кронпринцеси Метте-Маріт 51-річний Трунн Бернтсен. Він працював поліцейським і перебував у той час на острові.
На допиті Брейвік розповів, що скористався тим, що після вибухів сили безпеки були стягнуті на місце теракту. Тож він спокійно доїхав до поромної переправи, що вела до острова. На ньому була поліцейська уніформа і він мав підроблене посвідчення. Правоохоронцям заявив, що приїхав, аби потурбуватися про безпеку гостей табору, тож його без проблем пропустили. На острові він побачив, як люди збираються до основної будівлі, у якій було кілька телевізорів, що передавали останні новини з місця теракту. Терорист заявив, що приїхав проінструктувати усіх щодо техніки безпеки, а тому попросив зібратися в будівлі. Потім відкрив вогонь по присутніх. Жорстоке «полювання» на підлітків тривало близько двох годин. Хлопці та дівчата намагалися втекти від вбивці, ховалися під ліжками та в кущах, однак чоловік, за словами очевидців, «повільно пересувався по острову і стріляв у кожного, хто опинявся на його шляху», а поранених добивав. Поліція затримала злочинця. Зокрема, Камзі Гунаратнам пропливла 500 метрів через озеро Тюріфйорд, щоб вижити, тікаючи від куль, що влучали у воду навколо неї. Після цього кінологи виявили на острові нездетоновану бомбу.
24 липня терорист зізнався, що його основною ціллю було вбивство колишньої прем'єр-міністерки країни Ґру Гарлем Брунтланн, яку в країні називають «матір'ю нації». Він збирався прибути на острів Утея вранці в п'ятницю, коли Брунтланн виступала з промовою в молодіжному таборі Робітничої партії Норвегії, проте за деякими причинами він не встиг цього зробити та потрапив на Утею лише після того, як колишня прем'єрка поїхала з острова. Її промова тривала між 11:10 і 12:40 за місцевим часом. Після цього вона провела ще кілька годин на острові.

Перші правоохоронці дісталися берега озера Тюріфйорд (воно омиває острів) через 25 хв після виклику, але були неозброєними та чекали спецназу з Осло. У спецназу не виявилося гелікоптера, тож до озера їхали 45 км автом. Там маленький поліцейський човен не витримав ваги озброєних бійців і заглох. Довелося реквізувати яхти для прогулянок. Через дві хвилини після того, як спецназ висадився на острів, злочинець здався без опору. Одне з центральних видань Норвегії «Афтенпостен» (Aftenposten) прокоментувало таку безпорадність поліції так: 
|  | Поліція стверджує, що не могла зреагувати оперативніше, бо була в сум'ятті через теракт. Безумовно, частина відповідальності, принаймні моральної, лежить на ній. Вони були не готовими до ситуації, показали свою професійну слабкість. Норвежці стали скептичніше почуватися щодо безпеки. У цьому сенсі життя змінилося. І ми не відійдемо від цього ще багато десятиліть . |

## Список жертв Андерса Брейвіка
| Ім'я                              | Вік | Стать   | Рід занять                    | Національність |
| --------------------------------- | --- | ------- | ----------------------------- | -------------- |
| Mona Abdinur                      | 18  | жінка   | студенка                      | Сомалійка      |
| Ismail Haji AHMED                 | 19  | чоловік | студент                       | Араб           |
| Thomas Margido Antonsen           | 16  | чоловік | студент                       | Норвежець      |
| Porntip Ardam                     | 21  | жінка   | студентка                     | Арабка         |
| Modupe Ellen Awoyemi              | 15  | жінка   | студентка                     | Сомалійка      |
| Lena Maria Bergum                 | 19  | жінка   | студентка                     | Норвежка       |
| Trond BERNTSEN                    | 51  | чоловік | політик                       | Норвежець      |
| Sverre Flate Bjorkavag            | 28  | чоловік | студент                       | Норвежець      |
| Torjus Jakobsen Blattmann         | 17  | чоловік | студент                       | Норвежець      |
| Carina Borgund                    | 18  | жінка   | студентка                     | Норвежка       |
| Johannes Buo                      | 14  | чоловік | студент                       | Норвежець      |
| Monica Elisabeth Bøsei            | 45  | жінка   | політик                       | Норвежка       |
| Asta Sofie Helland Dahl           | 16  | жінка   | студентка                     | Норвежка       |
| Sondre Furseth Dale               | 17  | чоловік | студент                       | Норвежець      |
| Monica Iselin Didriksen           | 18  | жінка   | студентка                     | Норвежка       |
| Gizem Dogan                       | 17  | жінка   | студентка                     | Туркиня        |
| Andreas Edvardsen                 | 18  | чоловік | студент                       | Норвежець      |
| Tore Eikeland                     | 21  | чоловік | студент                       | Норвежець      |
| Bendik Rosnaes Ellingsen          | 18  | чоловік | студент                       | Норвежець      |
| Hanna M Orvik Endresen            | 61  | жінка   | працівниця державної установи | Норвежка       |
| Aleksander Aas Eriksen            | 16  | чоловік | студент                       | Норвежець      |
| Andrine Bakkene Espeland          | 16  | жінка   | студентка                     | Норвежка       |
| Hanne Anette Balch Fjalestad      | 43  | жінка   | політик                       | Норвежка       |
| Silje Merete Fjellbu              | 17  | жінка   | студентка                     | Норвежка       |
| Hanne Kristine Fridtun            | 19  | жінка   | студентка                     | Норвежка       |
| Andreas Dalby Gronnesby           | 17  | чоловік | студент                       | Норвежець      |
| Isabel Victoria Green Sogn        | 17  | жінка   | студентка                     | Норвежка       |
| Guro Vartdal Havoll               | 18  | жінка   | студентка                     | Норвежка       |
| Snorre Haller                     | 30  | чоловік | політик                       | Норвежець      |
| Kai Hauge                         | 32  | чоловік | працівник державної установи  | Норвежець      |
| Rune Havdal                       | 43  | чоловік | політик                       | Норвежець      |
| Ingrid Berg Heggelund             | 18  | жінка   | студентка                     | Норвежка       |
| Ida Marie Hill                    | 34  | жінка   | працівниця державної установи | Норвежка       |
| Anne Lise Holter                  | 51  | жінка   | працівниця державної установи | Норвежка       |
| Karin Elena Holst                 | 15  | жінка   | студентка                     | Норвежка       |
| Steinar Jessen                    | 16  | чоловік | студент                       | Норвежець      |
| Espen Jorgensen                   | 17  | чоловік | студент                       | Норвежець      |
| Maria Maagero Johannesen          | 17  | жінка   | студентка                     | Норвежка       |
| Ronja Søttar Johansen             | 17  | жінка   | студентка                     | Норвежка       |
| Steinar Jessen                    | 17  | чоловік | студент                       | Норвежець      |
| Margrethe Boyum Kloven            | 17  | жінка   | студентка                     | Норвежка       |
| Margrethe Boyum Kloven            | 17  | жінка   | студентка                     | Норвежка       |
| Tove Ashill Knutsen               | 56  | жінка   | працівниця державної установи | Норвежка       |
| Syvert Knudsen                    | 17  | чоловік | студент                       | Норвежець      |
| Anders Kristiansen                | 18  | чоловік | студент                       | Норвежець      |
| Jon Vegard Lervag                 | 32  | чоловік | працівник державної установи  | Норвежець      |
| Elisabeth Tronnes Lie             | 16  | жінка   | студентка                     | Норвежка       |
| Gunnar Linaker                    | 23  | чоловік | студент                       | Норвежець      |
| Tamta Lipartelliani               | 23  | жінка   | студентка                     | Грузинка       |
| Hanne Ekroll Lovlie               | 30  | жінка   | працівниця державної установи | Норвежка       |
| Eva Kathinka Lütken               | 17  | жінка   | студентка                     | Норвежка       |
| Tarald Kuven Mjelde               | 18  | чоловік | студент                       | Норвежець      |
| Jamil Rafal Mohamad Yasin         | 20  | жінка   | студентка                     | Арабка         |
| Hakon Odegaard                    | 17  | чоловік | студент                       | Норвежець      |
| Emil Okkenhaug                    | 15  | чоловік | студент                       | Норвежець      |
| Diderik Aamodt Olsen              | 19  | чоловік | студент                       | Норвежець      |
| Henrik André Pedersen             | 27  | чоловік | політик                       | Норвежець      |
| Rolf Christopher Johansen Perreau | 25  | чоловік | політик                       | Норвежець      |
| Karar Mustafa Qasim               | 19  | чоловік | студент                       | Араб           |
| Bano Abobakar Rashid              | 18  | жінка   | студентка                     | Курд           |
| Henrik Rasmussen                  | 18  | чоловік | студент                       | Норвежець      |
| Ida Beathe Rogne                  | 17  | жінка   | студентка                     | Норвежка       |
| Synne Royneland                   | 18  | жінка   | студентка                     | Норвежка       |
| Kjersti Berg Sand                 | 26  | жінка   | працівниця державної установи | Норвежка       |
| Marianne Sandivik                 | 16  | жінка   | студентка                     | Норвежка       |
| Simon Saebo                       | 18  | чоловік | студент                       | Норвежець      |
| Fredrik Lund Schjetne             | 18  | чоловік | студент                       | Норвежець      |
| Lejla Selaci                      | 17  | жінка   | студентка                     | Албанка        |
| Birgitte Smetbak                  | 15  | жінка   | студентка                     | Норвежка       |
| Silje Stamneshagen                | 18  | жінка   | студентка                     | Норвежка       |
| Victoria Stenberg                 | 17  | жінка   | студентка                     | Норвежка       |
| Tina Sukuvara                     | 18  | жінка   | студентка                     | Норвежка       |
| Sharidyn Svebakk-Bohn             | 14  | жінка   | студентка                     | Маорі          |
| Ruth Benedicte Vatndal Nilsen     | 15  | жінка   | студентка                     | Норвежка       |
| Havard Vederhus                   | 21  | чоловік | студент                       | Норвежець      |
| Kevin Daae Berland                | 15  | чоловік | студент                       | Норвежець      |
| Eivind Hovden                     | 15  | чоловік | студент                       | Норвежець      |
| Even Flugstad Malmedal            | 18  | чоловік | студент                       | Норвежець      |

## Свідчення очевидців стрілянини
За словами 21-річного Адріана, який дістав поранення в плече, вбивця бив ногами всіх, щоб перевірити, чи люди живі. «Коли вбивця почав стріляти поруч зі мною, я ліг ниць і прикинувся мертвим», — пригадав юнак. 16-річна дівчина, яка не захотіла називати свого імені, підтвердила його слова. «Я бачила, як хлопчик лежав на спині. Він стогнав і плакав, поки він (вбивця) не підійшов до нього і не вистрілив ще раз».
«Це був справжній хаос, люди стрибали у воду, щоб допливти до материка», — розповів один з очевидців. Однак нападник продовжував розстрілювати людей і у воді, яка забарвилася кров'ю.
Одній дівчині та її другу все ж вдалося допливти до протилежного берега, подолавши відстань понад 700 метрів. Їх підібрав човен.
«Я не можу пролити жодної сльози. Я не можу повірити, що сьогодні я мало не загинула, що мене не наздогнали і не вбили», — написала вона у своєму блозі. «Ми втікали. Найгірше було те, що ми знали, що він одягнений у форму поліцейського. Кому нам було вірити? Якби ми зателефонували до поліції, а нам на допомогу прибув би такий же тип? Ми все ж викликали поліцейських. Але вони витратили багато часу», — додала дівчина.

## Реакція влади
Прем'єр-міністр Норвегії Єнс Столтенберг у телефонному інтерв'ю для одного з норвезьких телеканалів назвав те, що сталося — «це дуже серйозно», пізніше «нічним жахом та трагедією нації»..
Міністр юстиції Норвегії повідомив, що терорист, який стріляв у людей на острові Утея, є громадянином Норвегії. Він назвав подію «атакою на нашу демократію».

## Особа терориста
Андерсу Берингу Брейвіку пред'явлено звинувачення за 147-м параграфом норвезького кримінального кодексу — терористична діяльність, при цьому максимальний термін покарання в Норвегії становить 21 рік позбавлення волі.
Брейвік дотримується праворадикальної ідеології та розділяє погляди християнських фундаменталістів. За словами знайомого терориста, той долучився до націоналістичних поглядів незадовго до свого 30-річчя, відкидав концепцію мирного співіснування представників різних етносів і культур, а також активно висловлював свою позицію на різних інтернет-форумах.
Незадовго до трагічних подій Брейвік створив обліковий запис у мікроблозі Twitter, де 17 липня помістив один-єдиний пост, навівши слова, сказані в XIX столітті англійським ліберальним філософом Джоном Стюартом Міллзом: «Одна людина з вірою дорівнює силі 100 тисяч, у яких є тільки інтереси». Акаунт обвинуваченого в соціальній мережі Facebook було заблоковано ввечері 22 липня. У списку інтересів, позначених на його особистій сторінці, були бодібілдинг, політичний консерватизм і франкмасонство.

## У культурі
У 2018 році на екрани вийшли два художні фільми про події 22 липня 2011 року в Норвегії: норвезька стрічка «Утея. 22 липня» (реж. Ерік Поппе) та норвезько-ісландська «22 липня» (реж. Пол Грінграсс).
Письменниця Унні Турреттіні написала книгу «Таємниця вбивці самотнього вовка: Андерс Берінг Брейвік і загроза терору на очах», опублікована 15 листопада 2015 року про історію Андерса Беринга Брейвіка та різанини в Норвегії 22 липня 2011 року. «Таємниця вбивці-самотнього вовка» — бестселер на Amazon, який отримав нагороду «Срібний Фальчіон» як найкращий документальний фільм для дорослих у 2016 році.